# Spaniens damlandslag i landhockey

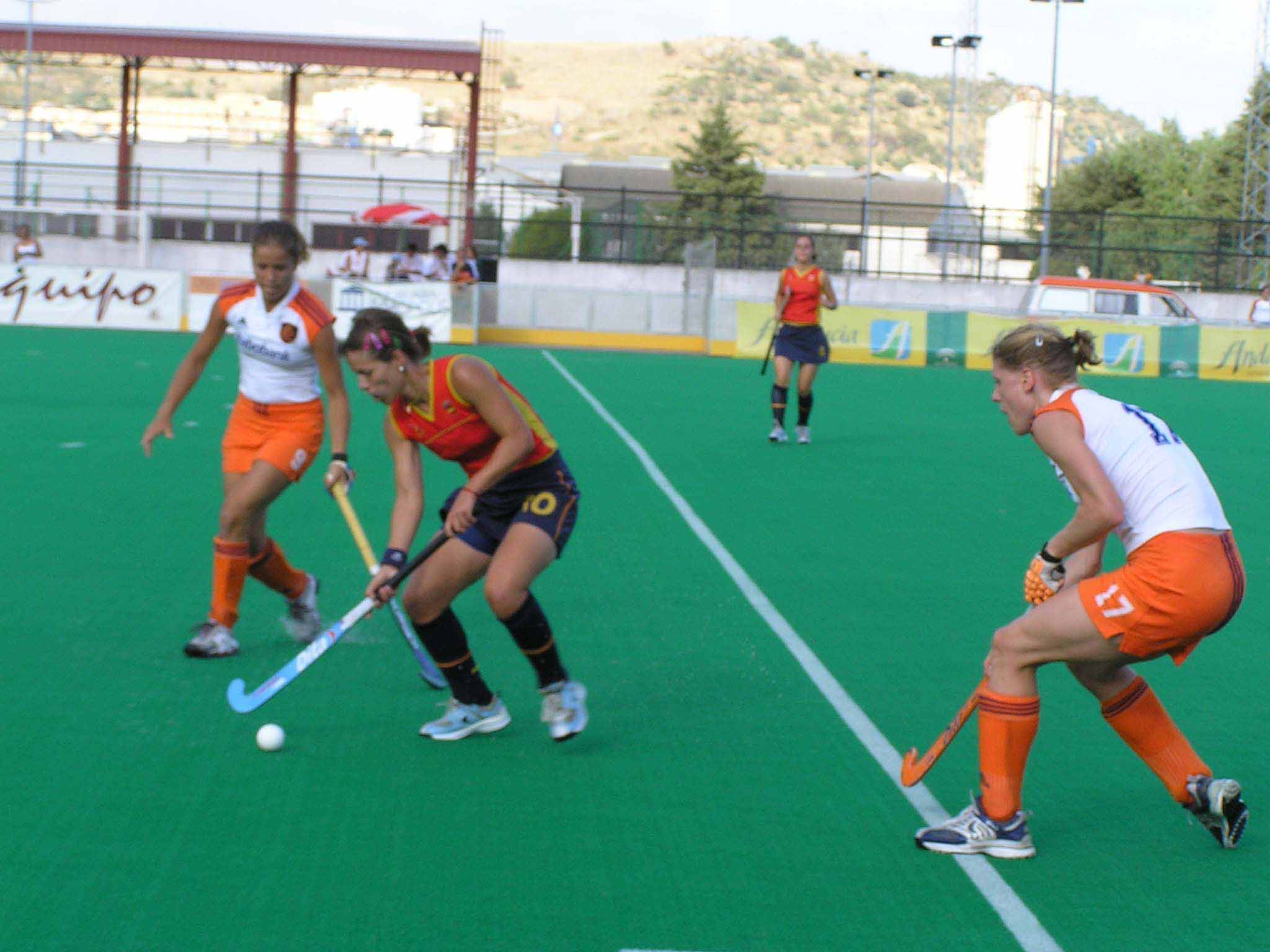
Spanien-Nederländerna 2005.

Spaniens damlandslag i landhockey (spanska: Selección femenina de hockey sobre hierba de España) representerar Spanien i landhockey på damsidan. Laget blev olympiska mästarinnor 1992.

### Fotnoter
1. ↑  ”Women Field Hockey Olympic Games 1992 Barcelona (ESP) - 27.07- 07.08 Winner Spain” (på engelska). Sport Statistics. 19 mars 1992. Arkiverad från originalet den 29 juni 2015. https://web.archive.org/web/20150629072023/http://todor66.com/hockey/field/Olympic/Women_1992.html. Läst 26 juli 2015.